# Рикошет
„Рикошет“ (на английски: Ricochet) е екшън и криминален трилър от 1991 г. на режисьора Ръсел Мълкахи, сценарият е на Стивън Е. де Суца, и участват Дензъл Уошингтън, Джон Литгоу, Айс-Ти, Кевин Полак и Линдзи Уагнър.